# Pedja (plaats)
Pedja (de Duitse naam was ook Pedja) is een plaats in de Estlandse gemeente Jõgeva, provincie Jõgevamaa. De plaats heeft 56 inwoners (2021) en heeft de status van dorp (Estisch: küla).
Pedja ligt ten noorden van de stad Jõgeva. De rivier Pedja, die door de stad stroomt, stroomt ook door het dorp.

## Station Pedja
Pedja heeft sinds 1911 een station aan de spoorlijn Tapa - Tartu. De stoptreinen stoppen er, de sneltreinen niet. Het houten stationsgebouw is in 2003 afgebroken.